# Malleville-sur-le-Bec
Malleville-sur-le-Bec est une commune française située dans le département de l'Eure, en région Normandie.

## Géographie
| Thierville                                 | Bonneville-Aptot      | Saint-Philbert-sur-Boissey (sur quelques dizaines de mètres) Saint-Éloi-de-Fourques |
| Pont-Authou (par un angle) Le Bec-Hellouin | Malleville-sur-le-Bec | Bosrobert                                                                           |
|                                            | Bosrobert             | Bosrobert                                                                           |

### Hydrographie
La commune est située dans le bassin Seine-Normandie. Elle n'est drainée par aucun cours d'eau,.

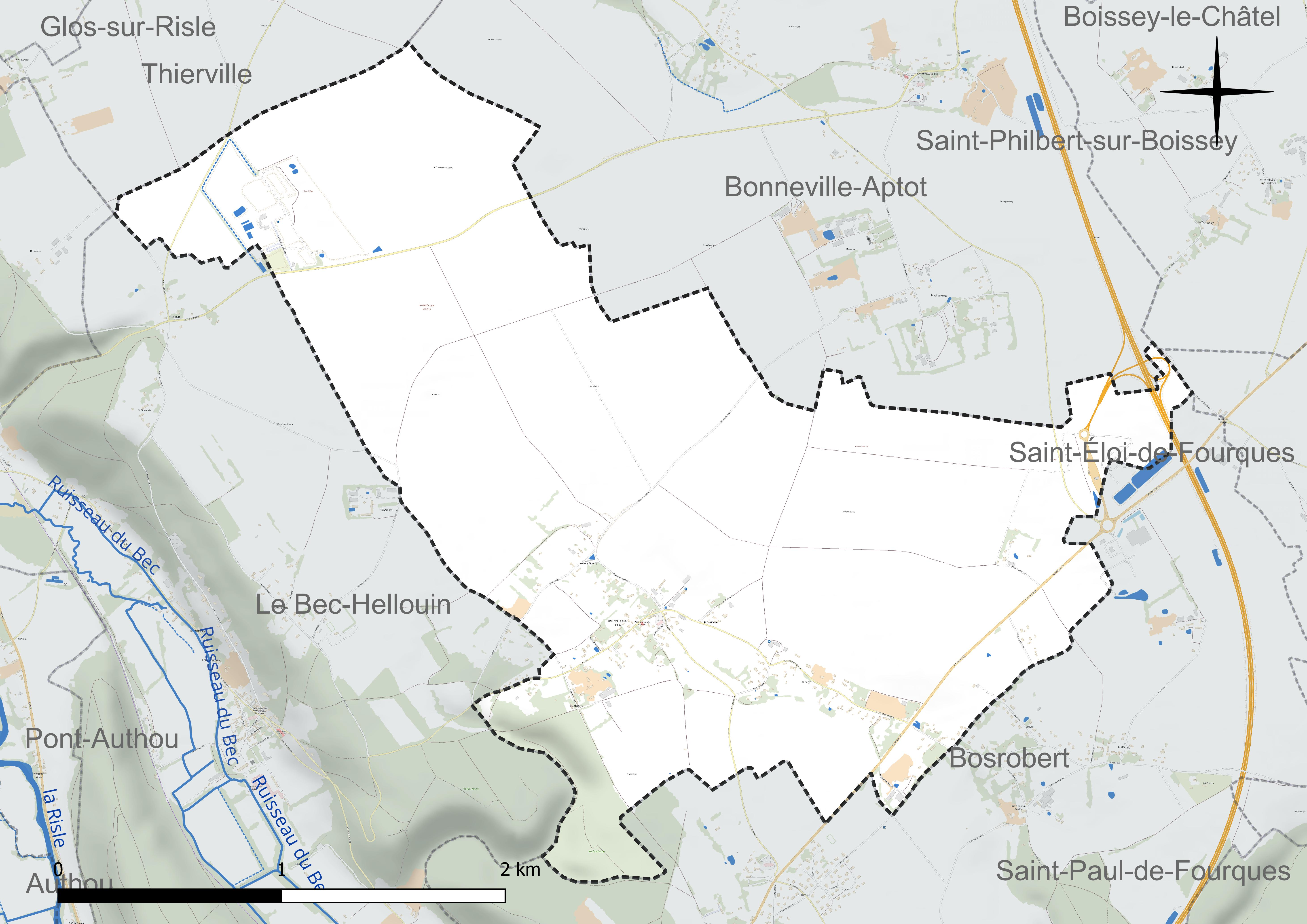
Réseau hydrographique de Malleville-sur-le-Bec.

### Climat
Pour des articles plus généraux, voir Climat de la Normandie et Climat de l'Eure.
En 2010, le climat de la commune est de type climat océanique dégradé des plaines du Centre et du Nord, selon une étude du CNRS s'appuyant sur une série de données couvrant la période 1971-2000. En 2020, Météo-France publie une typologie des climats de la France métropolitaine dans laquelle la commune est exposée à un climat océanique et est dans la région climatique  Côtes de la Manche orientale, caractérisée par un faible ensoleillement (1 550 h/an) ; forte humidité de l’air (plus de 20 h/jour avec humidité relative > 80 % en hiver), vents forts fréquents. Parallèlement le GIEC normand, un groupe régional d’experts sur le climat, différencie quant à lui, dans une étude de 2020, trois grands types de climats pour la région Normandie, nuancés à une échelle plus fine par les facteurs géographiques locaux. La commune est, selon ce zonage, exposée à un « climat contrasté des collines », correspondant au Pays d’Auge, Lieuvin et Roumois, moins directement soumis aux flux océaniques et connaissant toutefois des précipitations assez marquées en raison des reliefs collinaires qui favorisent leur formation.
Pour la période 1971-2000, la température annuelle moyenne est de 10,3 °C, avec  une amplitude thermique annuelle de 13,8 °C. Le cumul annuel moyen de précipitations est de 778 mm, avec 12,4 jours de précipitations en janvier et 8,4 jours en juillet. Pour la période 1991-2020, la température moyenne annuelle observée sur la station météorologique la plus proche, située sur la commune de Brionne à 5 km à vol d'oiseau, est de 11,5 °C et le cumul annuel moyen de précipitations est de 791,7 mm,. Pour l'avenir, les paramètres climatiques de la commune estimés pour 2050 selon différents scénarios d’émission de gaz à effet de serre sont consultables sur un site dédié publié par Météo-France en novembre 2022.

## Urbanisme

### Typologie
Au 1er janvier 2024, Malleville-sur-le-Bec est catégorisée commune rurale à habitat dispersé, selon la nouvelle grille communale de densité à 7 niveaux définie par l'Insee en 2022.
Elle est située hors unité urbaine et hors attraction des villes,.

### Occupation des sols
L'occupation des sols de la commune, telle qu'elle ressort de la base de données européenne d’occupation biophysique des sols Corine Land Cover (CLC), est marquée par l'importance des territoires agricoles (86,6 % en 2018), en diminution par rapport à 1990 (96,1 %). La répartition détaillée en 2018 est la suivante : 
terres arables (76,4 %), zones agricoles hétérogènes (9,3 %), mines, décharges et chantiers (3,9 %), forêts (3,9 %), zones urbanisées (2,8 %), zones industrielles ou commerciales et réseaux de communication (2,8 %), prairies (0,9 %). L'évolution de l’occupation des sols de la commune et de ses infrastructures peut être observée sur les différentes représentations cartographiques du territoire : la carte de Cassini (XVIIIe siècle), la carte d'état-major (1820-1866) et les cartes ou photos aériennes de l'IGN pour la période actuelle (1950 à aujourd'hui).

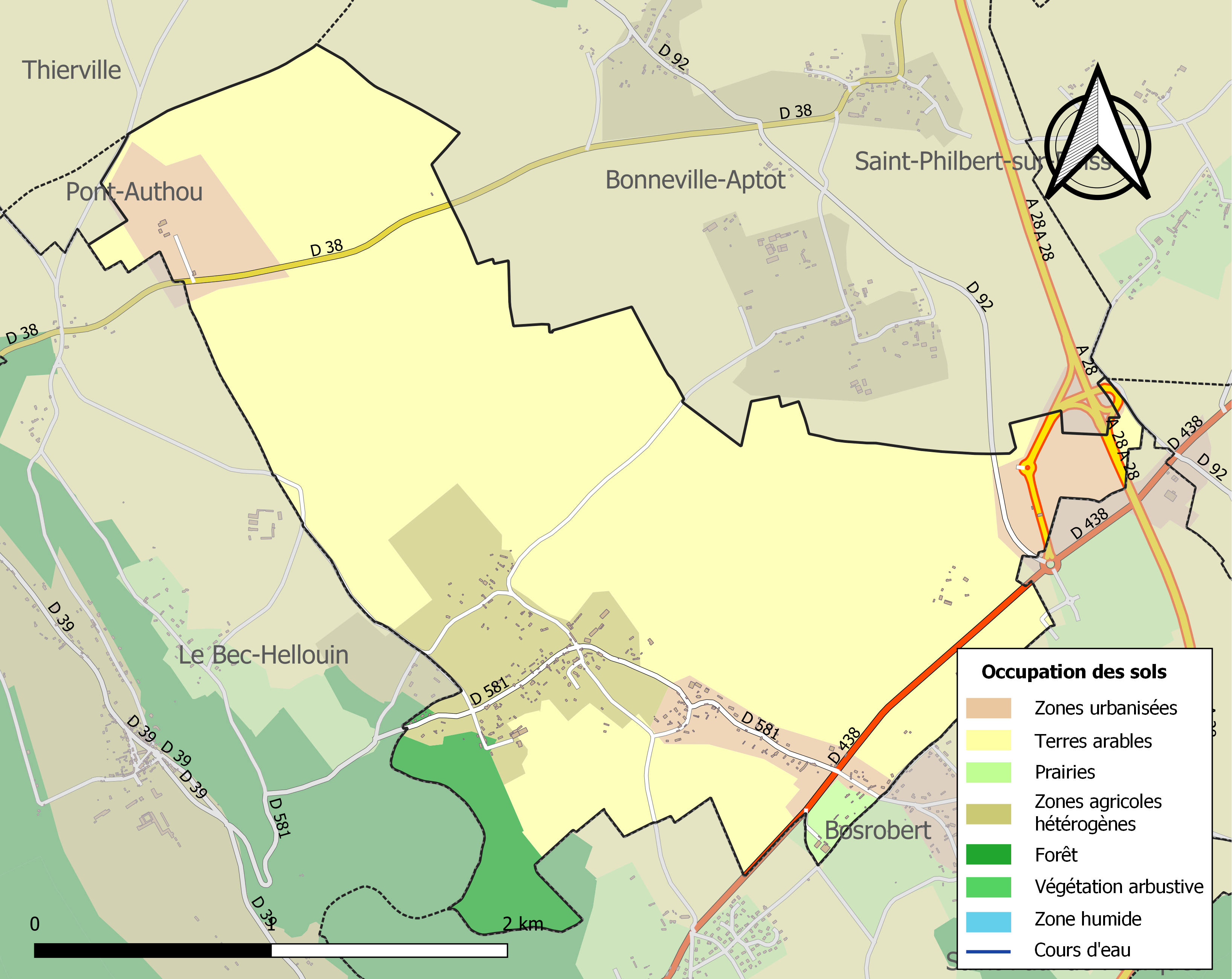
Carte des infrastructures et de l'occupation des sols de la commune en 2018 (CLC).

## Toponymie
Le nom de la localité est attesté sous les formes Malevilla, Marevilla, Marvilla en 1174 (chartes de Henri II) ; Malavilla et Malavilla juxta Beccum en 1251 (cartulaire de Jumiéges et chronicon Becci).
Il s'agit d'un type toponymique médiéval en -ville, dont le premier élément est vraisemblablement un adjectif, en l'occurrence mal « mal, mauvais », d'où la signification globale et littérale de « mauvaise ville ». Ville signifie dans ce cas, soit « domaine rural », soit « village ».
Le Ruisseau du Bec est le principal cours d'eau qui traverse la commune. En toponymie et en hydronymie, Bec ou -bec est un appellatif normand, issu du norrois bekkr « ruisseau » (accusatif bekk) qui constitue un grand nombre de toponymes et d'hydronymes.

## Histoire
Lors des fouilles préventives à la construction de l'autoroute A28, un habitat daté de l'âge du bronze final a été découvert au lieu-dit Buisson-du-Roui. Le site correspond à une enceinte, de type « Ring Fort »  de 52 m de diamètre comportant quatre entrées. Elle renfermait plusieurs maisons rondes d'une dizaine de mètres de diamètre, avec des murs en torchis et des toits coniques, et des greniers rectangulaires de petite taille. Près de 218 kg de fragments de céramique ont été découverts dans des fosses sur le site.
Guillaume le Conquérant donna l'église à l'abbaye de Jumièges en 1079.[réf. nécessaire]

## Politique et administration
| Période                                  | Période  | Identité        | Étiquette | Qualité                    |
| ---------------------------------------- | -------- | --------------- | --------- | -------------------------- |
| Les données manquantes sont à compléter. |          |                 |           |                            |
| avant 1981                               | ?        | Michel Masselin |           |                            |
| mars 2014                                | En cours | Michel Auger    | SE        | Administrateur de sociétés |

## Démographie
L'évolution du nombre d'habitants est connue à travers les recensements de la population effectués dans la commune depuis 1793. Pour les communes de moins de 10 000 habitants, une enquête de recensement portant sur toute la population est réalisée tous les cinq ans, les populations de référence des années intermédiaires étant quant à elles estimées par interpolation ou extrapolation. Pour la commune, le premier recensement exhaustif entrant dans le cadre du nouveau dispositif a été réalisé en 2004.

En 2022, la commune comptait 269 habitants, en évolution de +4,26 % par rapport à 2016 (Eure : −0,25 %, France hors Mayotte : +2,11 %).
| 1793 | 1800 | 1806 | 1821 | 1831 | 1836 | 1841 | 1846 | 1851 |
| ---- | ---- | ---- | ---- | ---- | ---- | ---- | ---- | ---- |
| 515  | 352  | 535  | 551  | 507  | 497  | 440  | 400  | 392  |

| 1856 | 1861 | 1866 | 1872 | 1876 | 1881 | 1886 | 1891 | 1896 |
| ---- | ---- | ---- | ---- | ---- | ---- | ---- | ---- | ---- |
| 372  | 367  | 394  | 320  | 326  | 317  | 263  | 224  | 194  |

| 1901 | 1906 | 1911 | 1921 | 1926 | 1931 | 1936 | 1946 | 1954 |
| ---- | ---- | ---- | ---- | ---- | ---- | ---- | ---- | ---- |
| 193  | 184  | 176  | 156  | 168  | 183  | 169  | 175  | 179  |

| 1962 | 1968 | 1975 | 1982 | 1990 | 1999 | 2004 | 2006 | 2009 |
| ---- | ---- | ---- | ---- | ---- | ---- | ---- | ---- | ---- |
| 170  | 167  | 157  | 156  | 163  | 164  | 169  | 171  | 218  |

| 2014 | 2019 | 2022 | - | - | - | - | - | - |
| ---- | ---- | ---- | - | - | - | - | - | - |
| 256  | 265  | 269  | - | - | - | - | - | - |

## Culture locale et patrimoine

### Lieux et monuments

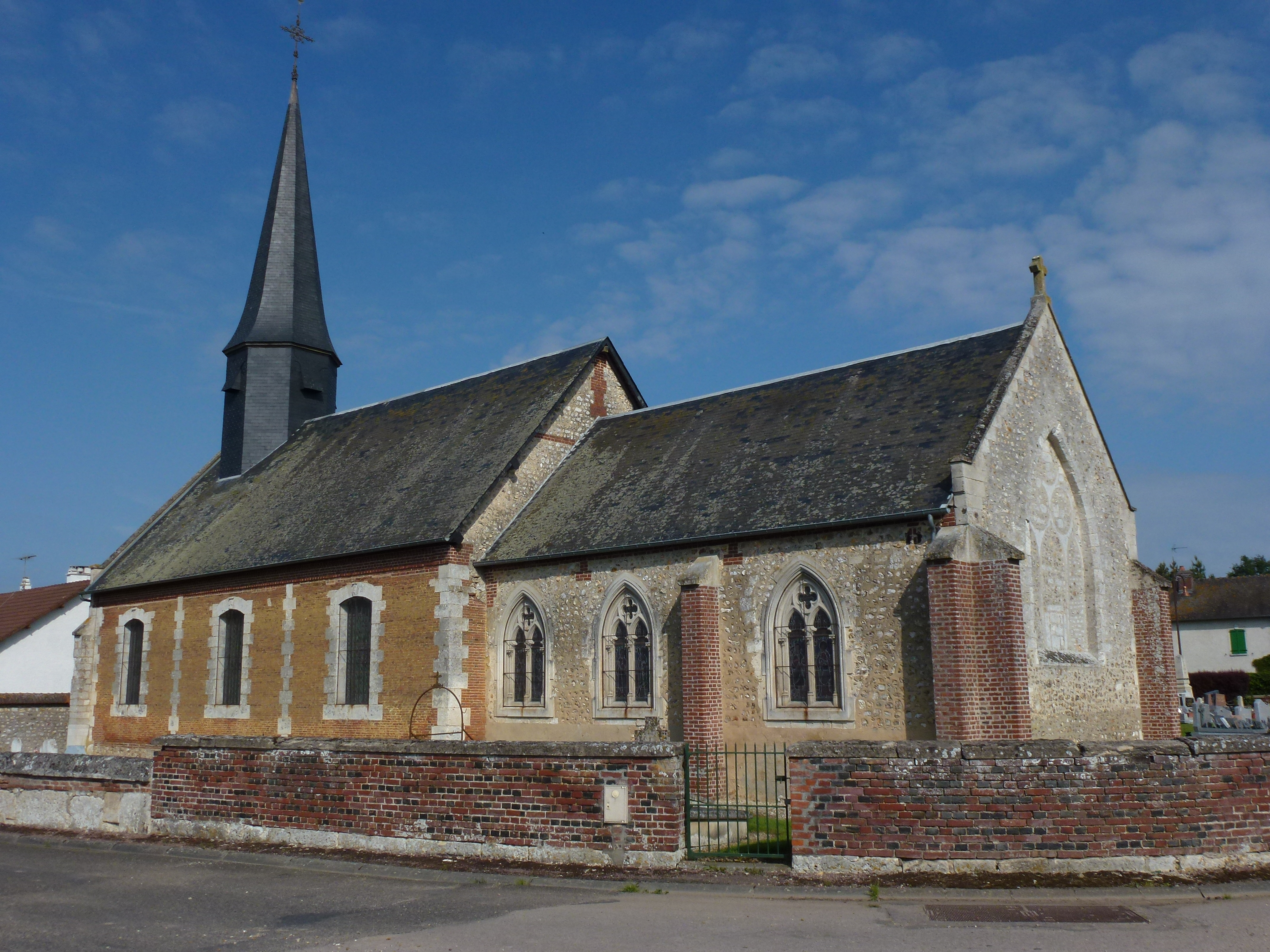

- Église Saint-Martin

### Patrimoine naturel

#### ZNIEFF de type 2
- La vallée de la Risle de Brionne à Pont-Audemer, la forêt de Montfort[24].

#### Sites classés
- L'if du cimetière  Site classé (1929)[25].

- La « vallée du Bec, écrin de l'abbaye du Bec-Hellouin »,  Site classé (2024)[26].

### Personnalités liées à la commune
- Albert Monier (1915-1998), photographe, y est enterré[27].